# Ann Demeulemeester
Ann Demeulemeester (1959, Cortrique (Kortrijk)) es una popular diseñadora de moda belga. Acabó sus estudios en 1981, en La Academia Real de Bellas Artes de Amberes, en el departamento Fashion Design. En 1982 ganó el primer certamen  De Gouden spoel (La Bobina de Oro, un premio que se otorga cada año al diseñador de moda más prometedor) y en 1986 estrenó su primera colección de ropa, que presentó en Londres, en la feria de moda British Designer Show. Desde entonces, es considerada como un miembro de «Los Seis de Amberes». Actualmente, tiene 4 tiendas: en Amberes, Tokio, Hong Kong y Seúl y posee su propia empresa de moda «BVBA 32».

## Creaciones y estilo
Ann Demeulemeester creó un estilo con gran ímpetu desde sus inicios, utiulizando su propio cuerpo y el de su marido como base para sus investigaciones sobre la forma. En 1987, con otros graduados de la Real Academia de Bellas Artes de Amberes, se dirigió a Londres para el British Designer Show, como resultado de lo cual la boutique neoyorquina Charivari compró su primera colección. Al principio de su carrera, creó sobre todo ropa femenina y fue sólo en 1996 cuando diseñó su primera colección de ropa masculina. Se inspira principalmente en la poesía, la música y la fotografía. Su estilo es una combinación de elementos punk y japoneses. Todas sus colecciones son caracterizadas por unas formas sencillas y el uso de los colores básicos, el blanco y el negro.

## Galardones
1982 gana el premio “La Bobina de Oro”

1985 funda la empresa de moda “BVBA 32”

1996 diseña su primera colección de ropa masculina

1999 funda su tienda en Amberes

2006 funda sus tiendas en Tokio y Hong Kong

2007 funda su tienda en Seúl